# Suls-Lobhornhütte
Die Suls-Lobhornhütte, auch Lobhornhütte, der Sektion Lauterbrunnen des Schweizer Alpen-Clubs liegt auf 1955 m ü. M. im Berner Oberland, etwa 4 Kilometer nordwestlich von Lauterbrunnen. 
Ausgangspunkte für eine Wanderung zur Hütte sind Lauterbrunnen, Saxeten, Zweilütschinen und Isenfluh.
Der einfachste Aufstieg führt ab Isenfluh mit der Luftseilbahn nach Sulwald, dann in gut 1,5 Stunden via Sulsalp zur Lobhornhütte.
Ab Lauterbrunnen ist die Hütte über die Grütschalp (Bahn) bequem in 3 bis 4 Stunden erreichbar.
Die Hütte dient als Ausgangspunkt zur Besteigung der Lobhörner und zum Übergang über Bietenlücke – Schilthornhütte nach Mürren oder zum Übergang Rote Härd – Rotstockhütte oder zum Übergang Chilefluhpass (oder Schwalmere) – Kiental (oder Griesalp).
Eindrücklich sind die Aussicht, aber auch die Gewitter, da sich der Donner durch die Flühe erheblich verstärkt.